# Mapinguari (planta)
Mapinguari es un género de orquídeas epifitas. Tiene cinco especies. Es originario de Costa Rica hasta Sudamérica tropical.

## Especies
- Mapinguari auyantepuiensis (Foldats) Carnevali & R.B.Singer, Lankesteriana 7: 525 (2007).
- Mapinguari desvauxianus (Rchb.f.) Carnevali & R.B.Singer, Lankesteriana 7: 525 (2007).
- Mapinguari foldatsianus (Carnevali & I.Ramírez) Carnevali & R.B.Singer, Lankesteriana 7: 525 (2007).
- Mapinguari longipetiolatus (Ames & C.Schweinf.) Carnevali & R.B.Singer, Lankesteriana 7: 525 (2007).
- Mapinguari neophyllus (Rchb.f.) Baumbach (2011)